# Sárnáth
Sárnáth je jedno ze čtyř hlavních posvátných míst buddhismu. Tato oblast leží v Indii nedaleko města Varánásí. Zde podle tradice Buddha Šákjamuni poprvé vyložil v 6. století př. n. l. nauku (sa. dharmu) pěti mnichům.